# Freadelpha vittata
Freadelpha vittata là một loài bọ cánh cứng trong họ Cerambycidae.